# Belly (саундтрек)
Belly — саундтрек к фильму 1998 года с одноимённым названием, выпущен 3 ноября 1998 года на Def Jam Recordings.

## О саундтреке
Диск стал успешным, дебютировал под 5-м номером в Billboard 200, под вторым номером в Top R&B/Hip-Hop Albums. Особенно выделилась песня «Grand Finale», записанная рэперами DMX, Method Man, Nas и Ja Rule. «Grand Finale» дебютировал под номером 63 в Hot R&B/Hip-Hop Songs и под номером 18 в Rap Songs.

## В популярной культуре
Песня «Top Shotter» была использована в качестве выхода Джона Говарда на UFC 101.

## Список композиций
1. «No Way in, No Way Out» — 4:34 (Совместное производство и бэк-вокал Roy "Royalty" Hamilton)
2. «Devil's Pie» — 5:20 (D'Angelo)
3. «Grand Finale» — 4:37 (DMX, Method Man, Nas & Ja Rule)
4. «Never Dreamed You'd Leave in Summer» — 3:03 (Jerome)
5. «What About» — 4:43 (Sparkle)
6. «Two Sides» — 3:50 (Hot Totti)
7. «Movin' Out» — 5:03 (Mýa, Raekwon & Noreaga)
8. «Top Shotter» — 3:22 (DMX, Sean Paul & Mr. Vegas)
9. «Story to Tell» — 3:48 (Ja Rule)
10. «Crew Love» — 3:47 (Jay-Z, Beanie Sigel, Memphis Bleek)
11. «Sometimes» — 5:04 (Noreaga & Maze)
12. «We All Can Get It On» — 3:17 (Drag-On)
13. «Militia» [Remix] — 3:38 (Gang Starr, WC & Rakim)
14. «Windpipe» — 4:48 (Wu-Tang Clan)
15. «Pre-Game» — 3:56 (Sauce Money & Jay-Z)
16. «Tommy’s Theme» — 4:22 (Made Men & The LOX)
17. «Some Niggaz» — 3:06 (Half a Mill)
18. «I Wanna Live» — 4:51 (Bravehearts, Nas & Nature)
19. «Hackle you» — 2:47 (Frisco kid)
20. «Sucky Ducky» — 3:00 (Mr.Vegas)